# Fokker B.III

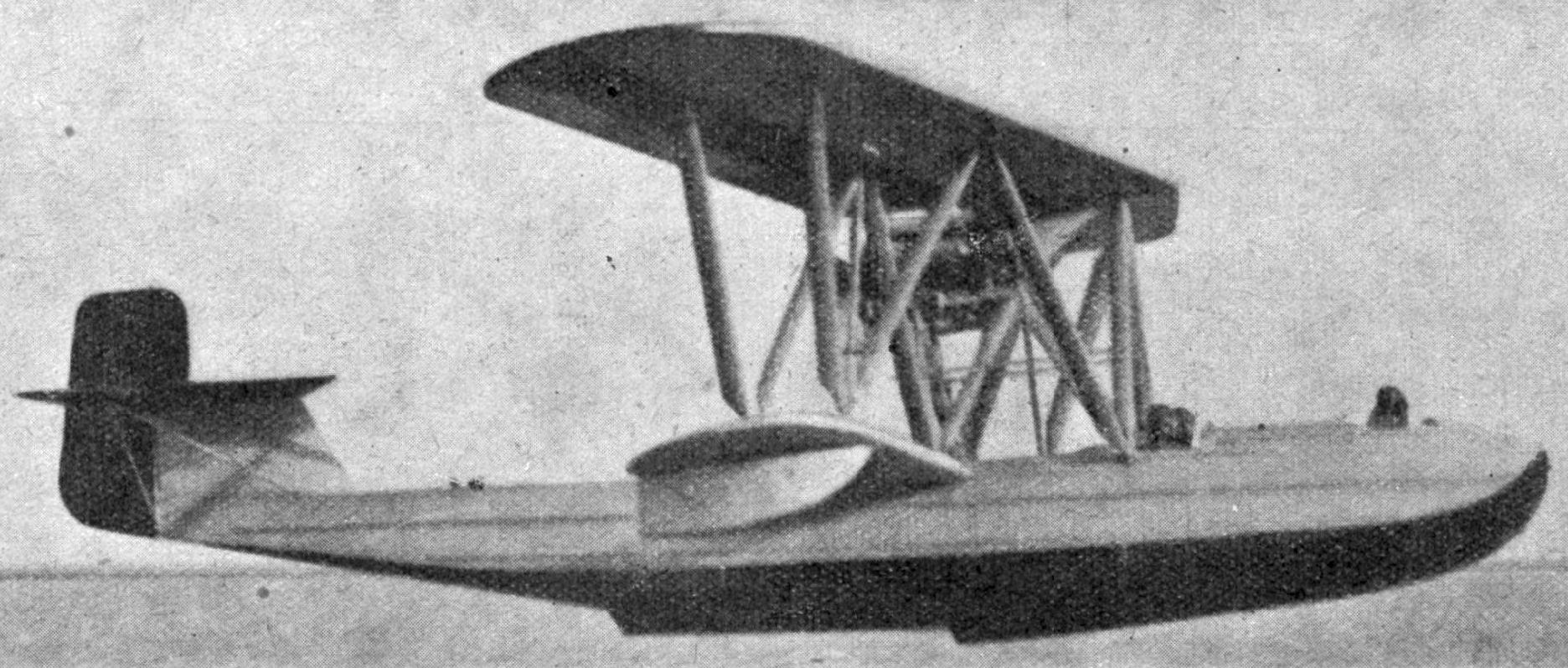
Fokker B.III - L'Aérophile mei 1927

De Fokker B-III was een vliegboot die door Fokker werd ontwikkeld en gebouwd.

## Ontwerp en historie
De B-III was een zuivere vliegboot, vergeleken met de Fokker B.I en B.II en was bedoeld voor langeafstandsverkenningen. In de neus was de cockpit voor de waarnemers aangebracht en daarachter waren voor de twee piloten twee aparte cockpits aangebracht.
Op 10 november 1926 vond de eerste vlucht plaats en hierna werd het toestel aan de Marine Luchtvaartdienst aangeboden. Deze had er echter geen belangstelling voor. Hierna werd het toestel omgebouwd voor personenvervoer. In de romp werd een cabine aangebracht voor zes passagiers en het werd hierna aangeduid als B-IIIC. In 1927 vertrok het toestel naar de Verenigde Staten en werd verkocht aan een lid van de schatrijke familie Vanderbilt. Hier werd het toestel gebruikt voor het maken van pleziervluchten.

## Uitvoeringen
B-IIIa.
Dit was een burgeruitvoering van de B-III vliegboot. Op de toevoeging van een passagierscabine na was hij gelijk aan de standaarduitvoering van de B-III.

## Specificaties
- Type: Fokker B.III
- Bemanning: 4 (2 piloten + 2 waarnemers)
- Type: Militaire vliegboot
- Spanwijdte: 18 m
- Maximum startgewicht: 3070 kg
- Motor: 1 × Napier Lion watergekoelde W-12 zuigermotor, 336 kW (450 pk)

- Maximumsnelheid: 180 km/u
- Plafond: 3700 m